# 진원 깊이
지진학에서 진원 깊이(Depth of focus)란 지진이 발생한 지점의 수직 깊이를 의미한다. 최대로 발생할 수 있는 가장 깊은 진원 깊이는 700 km이다. 진원 깊이에 따라 각 지진을 부르는 용어도 달라지는데 70 km 미만의 진원 깊이에서 발생한 지진은 천발지진, 70-300 km 사이에서 발생한 지진은 중발지진이라고 부른다. 섭입대에서는 더 오래되고 차가운 해양 지각이 아래로 섭입하면서 슬래브가 되어 맨틀 훨씬 깊은 곳인 300-700 km에 달하는 지점에서 심발지진이 발생할 수 있다.
이렇게 진원 깊이에 따라 지진을 세 가지로 분류하는 것은 베노 구텐베르크와 찰스 릭터가 70 km 이하를 "Shallow earthquake"(천발지진), 깊이 70-300 km 사이 지진을 "Intermediate earthquake"(중발지진)으로, 깊이 300 km 이상 지진을 "Deep earthqauke"(심발지진)으로 구분하면서 시작된 용어이다.
진원 깊이에 따른 각 지진의 종류는 다음과 같다.
- 천발지진 - 70 km 미만
- 중발지진 - 70 - 300 km
- 심발지진 - 300 km 이상

## 역사
심발지진이 발생할 수 있다는 증거는 1922년 영국 옥스포드 대학의 H.H. 터너가 발견했다. 이전까지는 모든 지진은 깊이가 얕은 지점에서만 발생한다고 생각했다. 1931년에는 여러 종류의 지진을 관측하여 심발지진이 실제로 발생한다는 사실을 발견했으며, 이를 통해 중발지진과 심발지진에 대한 이동곡선이 만들어졌다.

## 깊이 0 km
지진은 두 암반 덩어리가 부딪히고 움직이는 과정에서 발생하기 때문에, 물리적으로 깊이 0 km나 -1 km 이상(지표면 위)에서는 발생할 수 없으며 진원 깊이가 그러한 지진은 존재하지 않는다. 하지만 진원 깊이 측정 과정의 오차로 ±1-2 km의 오차가 발생하면서 깊이가 극히 얕은 천발지진은 깊이 0 km 이하로 측정될 수 있다. 또한 광산 폭발과 같은 인공지진에서는 깊이가 매우 얕아 0 km로 측정될 수 있다.

## 같이 보기
- 진앙
- 진원
- 암석권
- 대류권

## 참고 문헌
- 이기화 (2016년 10월 30일).  박상준, 편집. 《모든 사람을 위한 지진 이야기》 1판. 서울: 사이언스북스. ISBN 978-89-8371-730-6.